# Louise Post
Louise Lightner Post (7 de diciembre de 1967) es una cantante y guitarrista estadounidense. Es conocida por su trabajo en la banda de rock alternativo Veruca Salt, la cual fundó junto a Nina Gordon en 1993 en la ciudad de Chicago. Con dicha agrupación compartió escenario con bandas y artistas como Hole, Live y PJ Harvey.
A finales de los noventa Post tuvo una relación sentimental con Dave Grohl, líder de la banda Foo Fighters. Se ha mencionado en los medios que la canción Everlong de dicha agrupación hace referencia a la relación entre Grohl y Post.
Post se casó con el músico Tony Parks en el año 2008 en la ciudad de Las Vegas y tuvieron una hija, Lila (nacida en el 2010).

## Discografía

### Veruca Salt
- American Thighs (1994)
- Blow It Out Your Ass It's Veruca Salt (1996)
- Eight Arms to Hold You (1997)
- Resolver (2000)
- Officially Dead (2003)
- Lords of Sounds and Lesser Things (2005)
- IV (2006)
- MMXIV (2014)
- Ghost Notes (2015)